# Srđan Kuzmić
Srđan Kuzmić (tudi Srdjan Kuzmić), slovenski nogometaš, * 16. januar 2004.
Kuzmić je profesionalni nogometaš, ki igra na položaju branilca. Od leta 2023 je član danskega kluba Viborga, od leta 2024 pa tudi slovenske reprezentance. Ped tem je igral za slovenska Ilirijo 1911 in Muro. Skupno je v prvi slovenski ligi odigral 25 tekem. Bil je tudi član slovenske reprezentance do 15, 16, 17, 18, 19 in 21 let.